# تکانه (آلبوم پینک فلوید)
| بررسی انتقادی | بررسی انتقادی |
| منبع          | رتبه‌بندی      |
| ------------- | ------------- |
| آل میوزیک     | [ ۱ ]         |
| رولینگ استون  | [ ۲ ]         |

تکانه (به انگلیسی: Pulse) آلبوم زنده ای از گروه موسیقی راک پینک فلوید می‌باشد که در سال ۱۹۹۵ منتشر شد. این آلبوم شامل اجرای کامل نیمه تاریک ماه می‌باشد و یک دفترچه شامل عکس‌هایی از اجراهای تور زنگ دسته‌بندی را هم به همراه خود دارد. همچنین این آلبوم شامل آهنگ «خداوند اخترشناسی» است که از اوایل دههٔ هفتاد میلادی تا آن زمان اجرا نشده بود. آهنگ‌هایی که در این آلبوم قرار گرفت اکثراً در تور زنگ دسته‌بندی ضبط شده بودند، به خصوص اجراهایی که در اروپا و بریتانیا گروه انجام داده بود. تور زنگ دسته‌بندی با حمایت فولکس‌واگن انجام گرفت و برای این منظور خودروهایی به ویرایش مخصوص پینک فلوید هم عرضه کرد. این آلبوم دومین آلبوم زنده‌ای است که پینک فلوید بدون حضور راجر واترز منتشر کرد. تک آهنگی هم به نام «کاش اینجا بودی» برای این آلبوم زنده منتشر شد.

## لیست آهنگ‌ها

### دیسک اول
1. بدرخش ای الماس مجنون
2. خداوند اخترشناسی
3. از من چه می‌خواهی
4. آموختن پرواز
5. حرفتو ادامه بده
6. بازگشت به زندگی
7. آهای تو
8. روزی بزرگ برای آزادی
9. اندوه
10. امیدهای زیاد
11. آجری دیگر در دیوار بخش ۲

### دیسک دوم

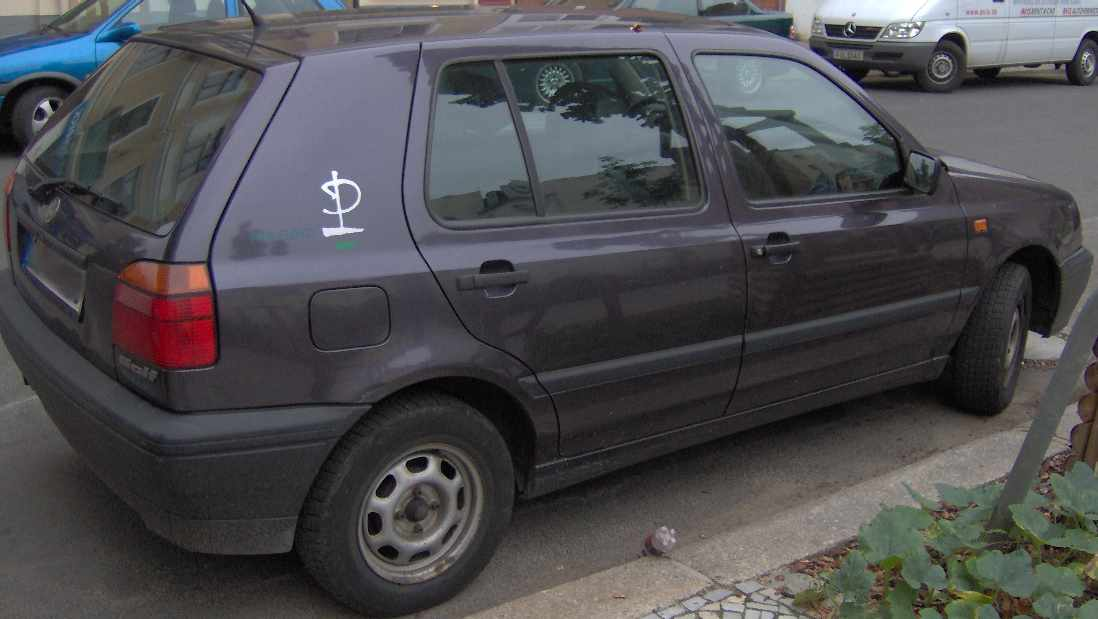
یک عدد خودروی Golf ویرایش پینک فلوید

1. با من صحبت کن
2. نفس بکش
3. پا به فرار
4. زمان
5. کنسرتی بزرگ در آسمان
6. پول
7. ما و آن‌ها
8. هر رنگی که دوست داری
9. اختلال ذهنی
10. کسوف
11. کاش اینجا بودی
12. بی‌حس و راحت
13. بدو بزن به چاک

## اعضا

### پینک فلوید
- دیوید گیلمور - خواننده، گیتار
- ریچارد رایت - کیبردز
- نیک میسن - درام، پرکاشن

### سایر مشارکت‌کنندگان
- کلر توری - همخوان، خواننده اصلی اول در «کنسرتی بزرگ در آسمان»
- جان کرین - کیبرد و همخوان
- کلودیا فانتین - همخوان، خواننده اصلی سوم در «کنسرتی بزرگ در آسمان»
- درگا مک‌بروم - همخوان، خواننده اصلی دوم در «کنسرتی بزرگ در آسمان»
- دیک پری - ساکسوفون
- گای پرت - بیس گیتار، همخوان
- تیم رنویک - گیتار
- گری والیس - درام

## نگارخانه

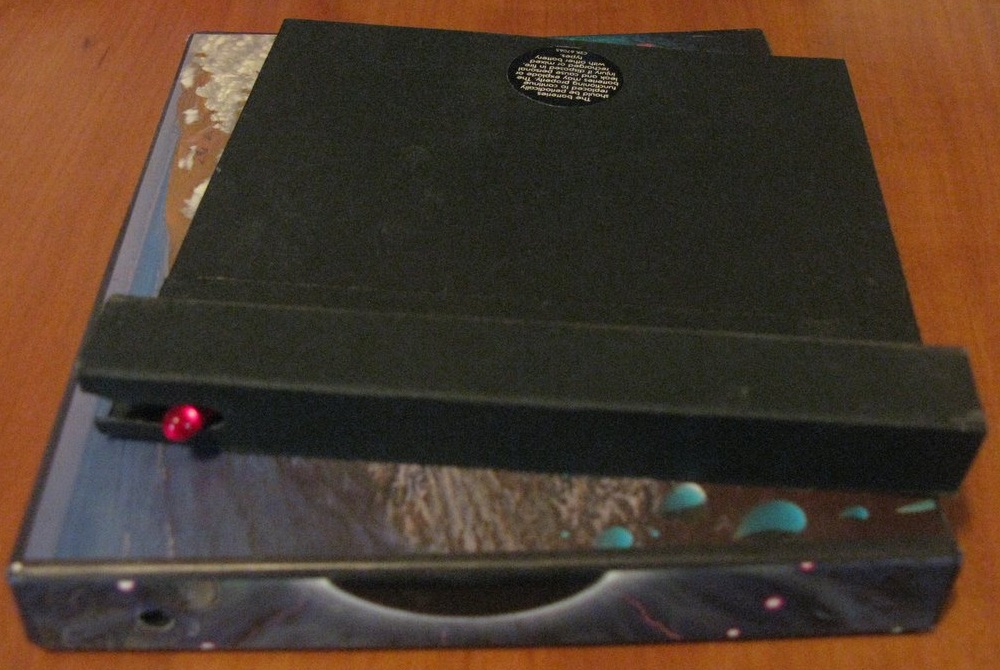
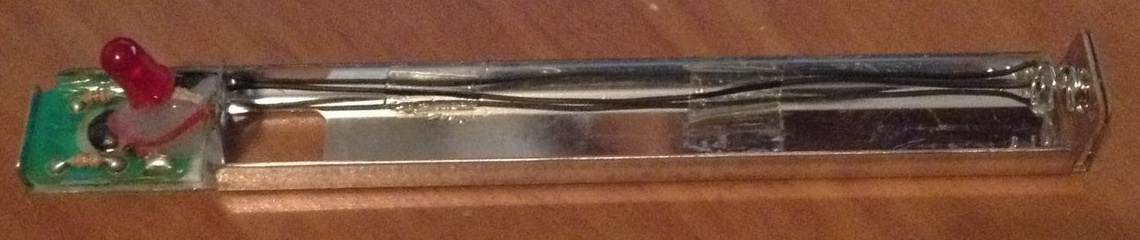
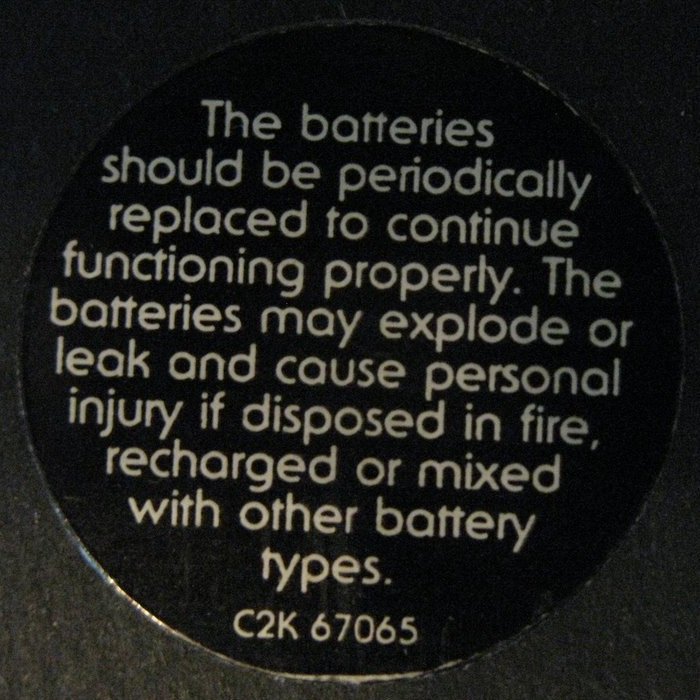